# Nikolaus von Falkenhorst
Paul Nikolaus von Falkenhorst (17. ledna 1885 – 18. června 1968) byl veterán první světové války a německý generál Wehrmachtu za druhé světové války, který dosáhl hodnosti generálplukovník. Mimo jiné byl držitelem mnoha vojenských vyznamenání včetně Rytířského kříže železného kříže nebo německého kříže ve stříbře .

## Život
Narodil se ve Vratislavi ve staré rodině slezských vojáků von Jastrzembski. Aby si usnadnil vojenskou kariéru, změnil si již v mládí polské jméno na německé Falkenhorst (sokolí hnízdo). Do německé armády vstoupil v roce 1907 a během První světové války sloužil v různých velitelských a štábních funkcích. Jako člen Freikorpsu byl v roce 1919 převeden do Reichswehru, ve kterém mezi léty 1925 a 1927 sloužil v operačním oddělení Ministerstva války.
Do hodnosti plukovníka byl povýšen v 1. října 1932 a v letech 1933 - 1935 sloužil jako vojenský přidělenec na německých velvyslanectvích v Praze, Bělehradě a Bukurešti. Do hodnosti generálmajora byl povýšen 1. července 1935 a jmenován náčelníkem štábu Třetí armády. V roce 1937 dosáhl hodnosti generálporučíka. Během invaze do Polska v roce 1939 velel XXI. armádnímu sboru a dosáhl hodnosti generála pěchoty.

## Shrnutí vojenské kariéry

### Data povýšení
- Fähnrich - 22. březen, 1903
- Leutnant - 24. duben, 1904
- Oberleutnant - 18. duben, 1913
- Hauptmann - 24. prosinec, 1914
- Major - 1. únor, 1925
- Oberstleutnant - 1. leden, 1930
- Oberst - 1. říjen, 1932
- Generalmajor - 1. srpen, 1935
- Generalleutnant - 1. srpen, 1937
- General der Infanterie - 1. říjen, 1939
- Generaloberst - 19. červenec, 1940

### Významná vyznamenání
- Rytířský kříž železného kříže (15. držitel) - 30. duben, 1940
- Německý kříž ve stříbře - 20. leden, 1945
- Spona k pruskému železnému kříži I. třídy - 19. září, 1939
- Spona k pruskému železnému kříži II. třídy - 19. září, 1939
- Pruský železný kříž I. třídy - 27. červen, 1915
- Pruský železný kříž II. třídy - 16. září, 1914
- Velkovévodský Meklenbursko-Schwerinský válečný záslužný kříž II. třídy - 4. květen, 1918
- Hamburský hanzovní kříž - 11. duben, 1918
- Brémský hanzovní kříž - 13. září, 1918
- Finský kříž svobody II. třídy - 25. říjen, 1918
- Finská pamětní medaile kříže svobody - 3. červenec, 1919
- Císařský čínský řád dvojitého draka IV. třídy - 17. květen, 1914
- Válečný záslužný kříž I. třídy
- Válečný záslužný kříž II. třídy
- Odznak za zranění v černém - 23. červen, 1918
- Kříž cti
- Zmíněn ve Wehrmachtbericht - 10. duben, 1940
- |  |  |  Služební vyznamenání wehrmachtu od IV. do I. třídy